# Anopheles barberellus
Anopheles barberellus este o specie de țânțari din genul Anopheles, descrisă de Evans în anul 1932. Conform Catalogue of Life specia Anopheles barberellus nu are subspecii cunoscute.